# Egesina elegans
Espèce
Synonymes
- Callienispia elegans Fisher, 1925
- Egesina (Callienispia) elegans (Fisher, 1925)

Egesina elegans est une espèce de coléoptères cérambycidés de la sous-famille des Lamiinae. On la trouve sur l'île de Mindanao aux Philippines. 